# Hans Koch (sous-officier SS)
Ne doit pas être confondu avec Hans Koch ou Hans Koch (écrivain).
Pour les articles homonymes, voir Hans Koch et Koch.
Hans Koch est un SS-Unterscharführer, membre du personnel des camps de concentration et d'extermination d'Auschwitz pendant la Seconde Guerre mondiale, né le 13 août 1912 à Tangerhütte (province de Saxe) et mort le 14 juillet 1955 à Gdańsk (Pologne).

## Biographie
Né à Tangerhütte en province de Saxe, Koch travaille comme assistant de laboratoire. Il rejoint ensuite la SS et est affecté au camp d'Auschwitz entre 1940 et 1945. En fonction de ses antécédents professionnels, il travaille dans le département médical au service de désinfection et, à ce titre, intervient pour la manipulation du Zyklon B lors des opérations de gazage, à partir de 1942, au moment de la mise en œuvre de la solution finale de la question juive. Il collabore notamment avec le SS-Oberscharführer Josef Klehr.
Il admet plus tard qu'après avoir participé à une opération d'extermination, il est incapable de trouver le sommeil sans avoir bu au préalable de grandes quantités d'alcool,.
Koch est capturé par les Alliés et remis aux autorités polonaises le 3 mai 1947. Il est jugé par le Tribunal national suprême lors du procès d'Auschwitz à Cracovie et il est reconnu coupable d'avoir participé activement à la Shoah dans le camp d'extermination. Échappant à la peine de mort, il est condamné à la prison à vie et meurt en prison à Gdańsk en 1955, peu avant ses 43 ans.